# Stelis potpourri
Stelis potpourri är en orkidéart som beskrevs av Carlyle August Luer. Stelis potpourri ingår i släktet Stelis och familjen orkidéer. Inga underarter finns listade i Catalogue of Life.